# Galería Casado Santapau
La Casado Santapau es una galería de arte contemporáneo fundada por los galeristas  Damián Casado y Concha Santapau en Madrid, en 2007.

## Historia
La galería Casado Santapau abre sus puertas en 2007 y cuenta con un lugar privilegiado en una de las mejores zonas de Madrid. Situada en la calle Piamonte 10, en el distrito de Justicia donde se establecen otras galerías  relevantes  como Juana de Aizpuru, Travesía Cuatro y Elba Benítez...
Fundada en 2007 por Damián Casado y Concha de Santa Pau con una programación marcada por el enfoque en el arte contemporáneo centroeuropeo e hispanoamericano. Damián posee una amplia experiencia en el sector, fundó  La Galería la Fábrica en el año 2000 y ejerció de director de su galería hasta 2003. Durante ese periodo representó a varios artistas de renombre como Marina Abramovich, Araki, Erwin Wurm o Zhang Huam (nunca expuestos con anterioridad en Madrid). Después se incorporó a la galería Distrito Cuatro como director donde expuso a artistas del calibre de Richard Deacon, Pia Fries, Atelier van Lieshout y Jorge Macchi. Concha de Santa Pau trabajó en la banca privada durante muchos años, especializándose en Fundaciones de Arte y asesorando a grandes inversores de arte de todo el mundo, desde compañías privadas e instituciones hasta importantes colecciones privadas. En 2007, junto con Concha de Santa Pau, comienzan su proyecto más personal con la Galería Casado Santapau.
La Galería representa artistas  consagrados y media carrera,  siendo el programa curatorial de la galería un pilar fundamental en la idea de usar este espacio como laboratorio para interrogar acerca de nuevos lenguajes en el arte contemporáneo, dentro de los límites del arte mínimal, geométrico, y conceptual, sin olvidar otras disciplinas como la arquitectura. La galería acoge aproximadamente seis exposiciones al año y a la vez participa en varias ferias de arte internacionales.

## Ferias
La galería participa activamente en ferias de arte contemporáneo nacional e internacional. Acude a ARCO_madrid desde 2008 y también ha participado en Frieze New York  y The Armory Show (ambas en N.Y),  MACO y Material (ambas en Ciudad de México), también a Art Dusseldorf, Art Brussels, Art Genève, Artissima en Turín, ART SG (Singapur),  Frieze London & Art Basel Miami.

## Arco
La Galería Casado Santapau participa ininterrupidamente desde 2008 en la feria internacional de arte contemporáneo ARCO_madrid.

## Artistas representados
Alexandre Arrechea, Waldo Balart, Eva Berendes, Matthias Bitzer, Aldo Chaparro,Antonis Donef, Andreas Fogarasi, Patrick Hamilton, Lothar Hempel, Diango Hernández, Lori Hersberger, Gregor Hildebrandt, Enrique Martínez Celaya, Théo Mercier, Gerold Miller, Bernd Ribbeck, José Vera Matos, Claudia Wieser, entre otros.